# Рева, Григорий Иванович
Григорий Иванович Рева (8 мая 1902 года, станица Пензенская, Екатеринодарский отдел, Кубанская область — 21 сентября 1971 года, Москва) — советский военачальник, генерал-майор (15 апреля 1943).

## Начальная биография
Григорий Иванович Рева родился 8 мая 1902 года в станице Пензенской Екатеринодарского отдела Кубанской области.
Работал в хозяйстве отца в родной станице. В 1921 году вступил в 533-й батальон ЧОН, в составе которого служил командиром звена и участвовал в ликвидации банд «бело-зелёных» на Кубани.
В ноябре 1923 года Г. И. Рева направлен на учёбу в Кубано-Черноморскую областную советскую партийную школу в Краснодаре.

## Военная служба

### Довоенное время
После окончания школы в июне 1924 года призван в РККА и направлен в распоряжение политотдела 22-й стрелковой дивизии на должность политрука роты, однако после прибытия получил назначение в 64-й стрелковый полк, в составе которого служил политбойцом и помощником политрука роты. В октябре 1926 года Г. И. Рева переведён в 220-й стрелковый полк (74-я стрелковая дивизия, Северокавказский военный округ) и назначен политруком роты. В 1927 году окончил на повторные курсы политруков РККА в Смоленск и вернулся на прежнюю должность в 220-й стрелковый полк, а в феврале 1930 года переведён на должность помощника командира по политической части отдельного кавалерийского эскадрона 74-й стрелковой дивизии. В 1931 году Г. И. Рева выдержал испытание экстерном за нормальную кавалерийскую школу в Краснодар, а с декабря того же года учился на кавалерийских курсах усовершенствования командного состава в Новочеркасске, после окончания которых в июле 1932 года вернулся на прежнюю должность, а в марте 1933 года назначен на должность начальника полковой школы Новочеркасского кавалерийского полка при тех же курсах усовершенствования командного состава.
С апреля 1934 года служил в 76-м кавалерийском полку в составе 12-й Кубанской кавалерийской дивизии, дислоцировавшемся в станице Пролетарская, на должностях командира и политрука эскадрона, начальника обозно-вещевого снабжения полка, помощника командира полка по строевой части. В июне 1940 года назначен командиром 30-го кавалерийского полка в составе той же дивизии, дислоцировавшимся в г. Кропоткин, 24 апреля 1941 года — заместителем командира 112-го танкового полка (56-я танковая дивизия с дислокацией в Армавире.

### Великая Отечественная война
С началом войны майор Г. И. Рева находился на прежней должности.
10 июля 1941 года назначен на должность командира 123-го кавалерийского полка (Одесский военный округ), однако вскоре зачислен в распоряжение Военного совета Закавказского фронта. 5 сентября назначен начальником 5-го отделения штаба 394-й стрелковой дивизии, но в том же месяце переведён на должность командира 133-го кавалерийского полка в составе 30-й кавалерийской дивизии, которая вела оборонительные боевые действия на мелитопольском направлении, в период с конца сентября по октябрь участвовала в ходе Донбасской оборонительной операции, в ноябре передислоцирована в район Чернухино и принимала участие в Ростовской наступательной операции, а затем в составе кавалерийской группы под командованием генерал-майора А. Ф. Бычковского совершила рейд в тыл противника. В январе 1942 года 30-я кавалерийская дивизия принимала участие в Барвенково-Лозовской наступательной операции, после которой передислоцирована в район города Красный Лиман и в период с февраля по март вела боевые действия в районе Новоалександровки и Славянска, а в мае во время Харьковской сражении вела оборонительные боевые действия на левом берегу реки Северский Донец. В июне 30-я кавалерийская дивизия заняла оборонительный рубеж на правом берегу р. Оскол с целью обеспечения переправы советских войск на левый берег, а после начала общего отступления Юго-Западного и Южного фронтов до переправы через Дон вела арьергардные бои в рамках Воронежско-Ворошиловградской оборонительной операции.
В декабре Г. И. Рева назначен на должность заместителя командира 10-й гвардейской кавалерийской дивизии (4-й гвардейский кавалерийский корпус), которая в период с января по март 1943 года принимала участие в ходе Северо-Кавказской и Ростовской наступательных операций. В июне 1943 года направлен на учёбу на ускоренный курс Высшей военной академии имени К. Е. Ворошилова, после окончания которого в апреле 1944 года направлен в распоряжение командующего кавалерией Красной армии и в мае вновь назначен на должность заместителя командира 10-й гвардейской кавалерийской дивизии, которая в июле направлена на 1-й Белорусский фронт, после чего принимала участие в ходе Белорусской и Минской наступательных операций. 9 июля 1944 года полковник Г. И. Рева назначен командиром этой же дивизии, которая продолжила вести наступательные боевые действия на барановичско-брестском направлении и затем участвовала в Люблин-Брестской и Дебреценской наступательных операциях.
В феврале 1945 года назначен на должность командира 30-й кавалерийской дивизии, которая вскоре принимала участие в ходе Братиславско-Брновской и Пражской наступательных операций.

### Послевоенная карьера
После окончания войны находился на прежней должности.
В сентября 1945 года назначен командиром 11-й механизированной дивизии (Белорусский военный округ). В декабре 1946 года направлен на учёбу на академические курсы усовершенствования офицерского состава при Военной академии бронетанковых и механизированных войск имени И. В. Сталина, после окончания которых с ноября 1947 года находился в распоряжении командующего бронетанковыми и механизированными войсками Вооружённых сил СССР и в феврале 1948 года назначен на должность заместителя командира 119-го стрелкового корпуса по бронетанковым и механизированным войскам (Туркестанский военный округ).
Генерал-майор Григорий Иванович Рева 31 августа 1949 года вышел в отставку по болезни. 
Умер 21 сентября 1971 года в Москве. Похоронен на Ваганьковском кладбище.

## Награды
- Три ордена Красного Знамени (29.03.1943, 21.08.1944, 05.11.1944);
- Орден Суворова 2 степени (28.04.1945);
- Орден Красной Звезды (12.12.1941);
- Медали.

Иностранные награды
- Орден Красного Знамени (Венгерская Народная Республика; 1970).